# Hoh-regenwoud
Het Hoh-regenwoud ligt op het schiereiland Olympic in het westelijk deel van de Amerikaanse staat Washington. Het schiereiland herbergt een van de weinige gebieden in de wereld met gematigde regenwouden, waaronder het Hoh-regenwoud. Het woud ligt in het Olympic National Park en geniet daarmee bescherming.

## Ligging
Het Hoh-regenwoud ligt over een lengte van 24 kilometer langs de Hoh-rivier. De vallei waardoor de Hoh stroomt, is gevormd door een gletsjer die de vallei heeft uitgeschuurd. De Hoh heeft een lengte van circa 80 kilometer en begint op een hoogte van ongeveer 2.100 meter diep in het Olympic National Park. Tussen het park en de Grote Oceaan is een groot deel van het woud verdwenen als gevolg van houtkap.
In het gebied valt gemiddeld zo’n 5 meter neerslag per jaar.

## Flora
De meest voorkomende boom in het woud is de sitkaspar (Picea sitchensis) en de westelijke hemlockspar (Tsuga heterophylla). Deze bomen kunnen tot 95 m hoog worden en een diameter bereiken van zeven meter. Andere bomen in het woud zijn de douglasspar (Pseudotsuga menziesii), reuzenlevensboom (Thuja plicata), Acer macrophyllum, Acer circinatum en de zwarte balsempopulier (Populus trichocarpa).
Verder zijn er veel korstmossen die goed gedijen in het vochtige en koele klimaat en onder de oude bomen.

## Wandelroutes
Bij het National Park Service ranger station start een aantal wandelroutes door het bos en het Olympic National Park. De meest bekende route is de zogenaamde Hall of Mosses Trail Deze route van ongeveer 1,3 kilometer geeft de bezoeker een goed beeld van het regenwoud. Langs het bijna tweemaal langere Spruce Nature Trail staan diverse bordjes met informatie over de bomen, varens en mossen.